# Heinrich Gottfried von Mattuschka
Heinrich Gottfried von Mattuschka (1734–1779) va ser un botànic alemany nascut a Jauer (actualment Jawor, Polònia), el 22 de febrer de 1734. Va escriure Flora silesiaca, i va donar nom científic a moltes plantes de manera notable al roure Quercus petraea. Morí a Pitschen (actualment Pyszczyn, Polònia) el 9 de novembre de 1779.
Era d'una família noble de Prússia.
La seva signatura abreujada com a botànic és:Matt.

## Obra
- Flora silesiaca oder Verzeichniß der in Schlesien wildwachsenden Pflanzen, 2 Bände, Breslau und Leipzig 1776-1777.[1] (Flora silesiana o catàleg de les plantes silvestres de Silèsia, 2 volums, Breslau i Leipzig, 1776-1777)